# Уийлд
Уийлд (на английски: Weald) е хълмиста равнина в югоизточна Англия.
На югоизток достига до Ла Манш, на север Северните възвишения я отделят от Лондонския басейн, а на югозапад Южните възвишения – от Ла Манш и Хампшърския басейн. Заема части от графствата Съсекс и Кент, като в геоложко отношение представлява вътрешната част на денудирана антиклинала. Разделя се на вътрешната и по-висока област Хай Уийлд, периферната Лоу Уийлд и ограждащата двете от север и запад Уийлдън Грийнсанд.